# Włosopuklerznik wrzaskliwy
Włosopuklerznik wrzaskliwy (Chaetophractus vellerosus) – gatunek ssaka z rodziny Chlamyphoridae w rzędzie pancernikowców. Najmniejszy z podrodziny Euphractinae. Występuje w Ameryce Południowej do wysokości 4500 m. Żywi się głównie stawonogami, rzadziej drobnymi kręgowcami i pokarmem roślinnym. Większą część doby kryje się w norze. Raz do roku samica rodzi 1–2 młode. Nie jest zagrożony wyginięciem. Zaniepokojony wydobywa z siebie krzyk przypominający płacz ludzkiego dziecka.

## Budowa
Głowa i tułów osiągają długość od 20 do 30 cm, do czego ogon dodaje 8–11 cm. Ucho mierzy od 2,9 do 3,2 cm. Długość tylnej stopy wynosi między 4,2 a 5,2 cm. Pancernikowiec ten waży od 0,6 do 1,2 kg. Z danych tych widać, że jest istotnie mniejszy od włosopuklerznika kosmatego o długości głowy i tułowia od 26 do 40 cm i masie od 2 do 5 kg. Ustępuje rozmiarami i masą także puklerznikowi sześciopaskowemu (40–50 cm, 3–7 kg) i nawet puklerzykowi różowemu (22–31 cm, 0,7–1,5 kg). W efekcie włosopuklerznik wrzaskliwy jest najmniejszym przedstawicielem podrodziny Euphractinae. Samica jest większa od samca, poza tym dymorfizm płciowy nie występuje.
Ciało włosopuklerznika wrzaskliwego pokrywa pancerz. Karapaks okrywający tułów składa się z trzech części: tarczy łopatkowej (scapular shield) na przodzie, tarczy miednicznej (pelvis shield) z tyłu i sześciu-ośmiu luźniejszych, ruchomych pierścieni pomiędzy nimi. Brzegi płytek (scutes) są zaokrąglone. Środkowo-grzbietowe płytki tarczy miednicznej mają 1–2 otworki, przez które uchodzą gruczoły miedniczne. Pancerz zwierzęcia ubarwiony jest na brązowo, plamkowany, z barwą bladoopaloną. Adekwatnie do nazwy rodzajowej porastają go liczne włosy barwy opalonej.
Ciało wspierają dobrze zbudowane kończyny, krótkie, zakończone spłaszczonymi pazurami. Przednia łapa kończy się czterema pazurami, z których drugi przewyższa długością pozostałe. Uszy włosopuklerznika wrzaskliwego są duże.

## Genetyka
Włosopuklerznik wrzaskliwy ma diploidalną liczbę chromosomów równą 62. Liczba fundamentalna wynosi 88.

## Systematyka
Nowy gatunek został opisany przez Graya w 1865 pod nazwą Dasypus vellerosus, a więc w rodzaju pancernik. Później został przeniesiony do rodzaju włosopuklerznik.
W przeszłości umieszczany w rodzinie pancernikowatych, po kolejnych badaniach został przeniesiony wraz z krewnymi do rodziny Chlamyphoridae grupującej wszystkie współczesne pancernikowce oprócz rodzaju pancernik. W rodzinie tej wyróżnia się 3 podrodziny: Euphractinae, Chlamyphorinae i Tolypeutinae. Włosopuklerznik wrzaskliwy należy do tej pierwszej, prócz rodzaju włosopuklerznik obejmującej także puklerznika i puklerzyka. W rodzaju włosopuklerznik wyróżniano 3 gatunki: włosopuklerznik kosmaty, wrzaskliwy i andyjski. Kolejne badania morfologiczne i genetyczne wskazały jednak, że różnice między włosopuklerznikami andyjskim z andyjskiej Boliwii i wrzaskliwym z północy Argentynny są niewystarczające, by umotywować nimi rozróżnianie tych dwóch gatunków. W efekcie uznano, że w obu przypadkach chodzi o ten sam gatunek pancernikowca. Obowiązującą nazwą jest ta nadana wcześniej, w tym wypadku Chaetophractus vellerosus, jako nadana w 1864, podczas gdy Ch. nationi utworzył Thomas w 1894. Polska nazwa za Polskim Nazewnictwem Ssaków Świata PANu z 2015 to włosopuklerznik wrzaskliwy. Istnieją pewne badania genetyczne wskazujące na polifiletyzm rodzaju włosopuklerznik, wedle których włosopuklerznik wrzaskliwy miałby być bliżej spokrewniony z puklerzykiem różowym niż włosopuklerznikiem kosmatym.
Wyróżnia się 2 podgatunki:
- Chaetophractus vellerosus vellerosus Gray, 1865,
- Chaetophractus vellerosus pannosus Thomas, 1902.

## Tryb życia

Włosopuklerznik wrzaskliwy odpoczywający w Patagonii

Włosopuklerznik wrzaskliwy kopie jamy w glebie, zwykle piaszczystej bądź wapiennej. Nory na terenach o luźnej glebie umieszcza zwykle obok bądź pod roślinnością. Dokopuje się do głębokości 2 m, nora ma kilka m długości. Wejście ma kształt kopulasty, wysokie na 10 cm i tejże szerokości. Nora może mieć kilka wejść, co zwiększa bezpieczeństwo, polepsza też jakość powietrza w środku. Nora zapewnia zwierzęciu ochronę przez zmienną temperaturą otoczenia. Tak więc im bardziej zmienne warunki na zewnątrz, tym dłuższa i głębsza wykopana nora. Jej wielkość zależy więc od pory roku. Włosopuklerznik wykopuje na danym terenie kilka nor, niekoniecznie musi ich używać powtórnie.
Aktywność włosopuklerznika wrzaskliwego także zależy od pory roku i panującej temperatury. Kiedy mu ciepło, wychodzi na żer popołudniem i nocą. Zimą wychodzi z nory zwykle w południe i wczesnym popołudniem. Na wyższych wysokościach również preferuje aktywność dzienną. Zimą niekiedy wygrzewa się na słońcu. W sumie jest aktywny przez około 3 godziny na dobę (czyli mniej od leniwca).
Jak podaje IUCN, wedle badań z argentyńskiej Catamarki 1 osobnik zajmuje teren 3,4 ha, natomiast wedle badania z prowincji Buenos Aires 5,2 ha. Z tej ostatniej pochodzą też badania nad sezonową zmiennością areału. Jesienią i zimą zależnie od płci włosopuklerzniki korzystały z 0,23 ha (samice) i 0,27 ha (samce), podczas gdy wiosną i latem liczby te rosły do 0,75 i 0,13 ha. Superina i Abba podają z kolei areał od 0,23 do 5,3 ha, zwracając uwagę na większe tereny zajmowane przez samce. Z kolei wedle badań boliwijskich z Parku Narodowego Kaa-Iya zagęszczenie wyniosło 0,58 włosopuklerznika na km². Wedle innych badań z tego samego kraju 13 000 zwierząt zajmowało teren 340 km². Areały zajmowane przez dane osobniki zachodzą na areały ich sąsiadów, czy to tej samej, czy to przeciwnej płci. Prawdopodobnie istotną rolę odkrywają tu również czynniki związane z samym charakterem danego siedliska.
Zwierzę wiedzie samotny tryb życia, kontakty społeczne ograniczając w zasadzie do rozmnażania. Jego gruczoły miedniczne produkują stęchłą wydzielinę. Być może zwierzę używa jej do oznaczania swego terenu.
Włosopuklerznik wrzaskliwy znany jest ze swojego głosu, od którego pochodzą nazwy zwierzęcia (angielska screaming hairy armadillo, dosłownie krzyczący pancernik włochaty). Zaniepokojone, zwierzę wydaje z siebie głośny krzyk przypominający głos płaczącego dziecka, składający się z różnorodnych przechodzących w siebie dłuższych i krótszych dźwięków. Superina i Abba podają podstawową częstotliwość 600,1 Hz z odchyleniem standardowym 90,9 Hz, z pikiem 3179,8 Hz z SD 560,6 Hz. Jego rola polega na zaskoczeniu drapieżnika, co daje włosopuklerznikowi czas na ucieczkę.

### Cykl życiowy

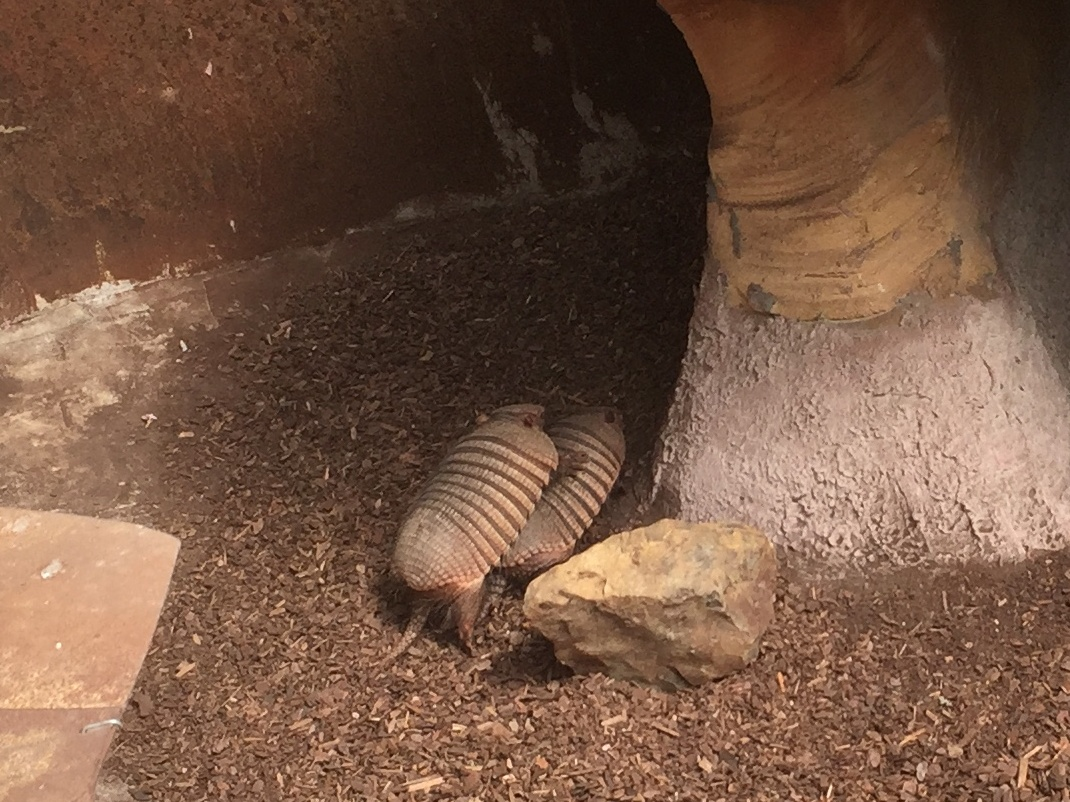
Włosopuklerznik wrzaskliwy podczas kopulacji

Dojrzałość płciową uzyskuje włosopuklerznik wrzaskliwy w wieku 11 miesięcy niezależnie od płci. Samica przystępuje do rozrodu raz do roku. Sezon rozrodczy wedle Superiny i Abby zaczyna się na przełomie zimy i wiosny. Wedle IUCN zależy to od miejsca. W Buenos Aires trwa od września do stycznia, w Boliwii od listopada również do stycznia. Zazwyczaj samotny, włosopuklerznik wrzaskliwy spotyka osobniki płci przeciwnej. Występuje poligynia i poliandria. Kopulacja prowadzi do ciąży trwającej około 60 dni, po której samica rodzi w norze, czasami wyposażonej w zbudowane z materiału roślinnego gniazdo, jedno lub dwa młode. Noworodek waży od 40 do 60 g, rodzi się ślepy. Oczy otwiera po około 3 tygodniach. Początkowo pozostaje pod opieką matki w jamie, żywiąc się jedynie dostarczanym przez matkę mlekiem. Norę opuszcza od lata (styczeń-luty), zaczynając przyjmowanie pokarmów niemlecznych.
Średnia długość życia na wolności wynosi około 3 lat, aczkolwiek maksymalna wynosić może 6–10 lat. W niewoli osobniki dożywały nawet 30 lat.

## Rozmieszczenie geograficzne
Włosopuklerznik wrzaskliwy żyje w Ameryce Południowej. Podgatunek nominatywny spotyka się w północno-zachodniej Argentynie, Boliwii, północno-wschodnim Chile, Paragwaju. Możliwe, że występuje również na południowym wschodzie Peru. Chaetophractus vellerosus pannosus jest endemitem Argentyny, obserwowanym od prowincji Buenos Aires, La Pampa, Mendoza do niższych rejonów północno-środkowej Argentyny. Superina i Abba wymieniają ponadto izolowaną populację tego podgatunku we wschodniej prowincji Buenos Aires, pięćset km od zasięgu reszty podgatunku. Występuje od poziomu morza do wysokości 4600 m (gdzie wcześniej umieszczano włosopuklerznika andyjskiego).

## Ekologia
Zasiedla rozmaite siedliska, przede wszystkim suche. Spotyka się go na terenach porosłych krzewami i sawanną, trawiastych, ale też na pustyniach. Radzi sobie na obszarach zmodyfikowanych działalnością ludzką, w tym na pastwiskach. W Boliwii zasiedla uprawy zbóż. Lubi gleby piaszczyste, unika zaś terenów słabo drenowanych bądź skalistych, na których nie może wykopać sobie jam. Jest przystosowany do suchych terenów z niewielką dostępnością wody. Jego nerki silnie zagęszczają mocz.
Wedle IUCN wszystkożerny, Superina i Abba podają, że jest wszystkożerny-mięsożerny. Na jego pokarm składają się przede wszystkim stawonogi, wśród których wymienić można chrząszcze, zarówno larwy, jak i imagines, ale też inne bezkręgowce. Nie gardzi również drobnymi kręgowcami, wśród których jaszczurki, płazy bezogonowe i gryzonie. Dietę uzupełnia pokarmem roślinnym. Ilość poszczególnych pokarmów zależy od pory roku. Latem, kiedy wilgotność jest mniejsza, przeważają owady, podczas gdy zimą rośnie zawartość roślin w diecie. Największa umieralność przypada na sezon o najmniejszej dostępności pokarmu.
Pokarm znajduje głównie w glebie, którą rozkopuje z użyciem pazurów. Szuka pożywienia, poruszając się po spirali, co zaobserwowano zarówno na wolności, jak i w niewoli.

## Zagrożenia i ochrona
IUCN klasyfikuje włosopuklerznika wrzaskliwego jako gatunek najmniejszej troski (włosopuklerznik andyjski klasyfikowany była jako narażony na wyginięcie, a w Boliwii, Chile i Peru nawet zagrożony wyginięciem, wymieniał go II Załącznik CITES). Wśród zagrożeń wymienia górnictwo, rolnictwo, wypadki drogowe oraz polowania przez człowieka i udomowione zwierzęta. Włosopuklerznik jest jadalny przez człowieka, dostarcza mu białka. Służą do wykonywania pamiątek i amuletów. W Boliwii służy również do wykonywania lokalnych instrumentów muzycznych zwanych charangos (sam pancerz) i matracas (cały włosopuklerznik), wykorzystywanych potem w czasie tradycyjnych tańców podczas karnawału w Oruro.
Zwierzę zamieszkuje liczne tereny chronione. Wymienić można Park Narodowy Kaa-lia, Park Narodowy Lauca, Park Narodowy Sajama. W boliwijskim Oruro uznawane są za emblematyczne.